# Жужанна Лорантффі
Жужанна Лорантффі (1600—18 квітня 1660) — прабабка славнозвісного Ференца ІІ Ракоці, дружина трансільванського князя Юрія (Дєрдя) І Ракоці, меценатка і засновниця багатьох шкіл.

## Біографія
Донька Міхая Лорантффі і Борбали Зелемирі, повна сирота з 14 років, у 16 вийшла заміж за молодого 23-річного Юрія (Дєрдя) Ракоці, з котрим у щасливому шлюбі прожила 32 роки.
Пристрасна кальвіністка, вона допомагала своєму чоловікові в успішній боротьбі з впровадженням протестантських реформ у трансильванській церкві.
Її старший син, Джордж II Ракоці, став принцом Трансільванії. Її молодший син, Сигізмунд Ракоці (1622—1652), одружився з Генрієтою Марі з Пфальцу, дочкою Єлизавети Богемської.
По смерті чоловіка повноправна власниця Мукачівського замку. Саме вона довела до логічного завершення перебудову фортеці — до Верхнього (Старого) замку було добудовано Середній і Нижній, а також зовнішнє оборонне коло, котре складалося із земляного валу та заповненого водою рову шириною у 12 і глибиною 6 метрів.
Перебудований Жужанною Лорантфі Мукачівський замок набув вигляду типового середньовічного замку з високими вежами і міцними бастіонами. І в пам'ять про це грандіозне будівництво на стіні південно-східного бастіону Нижнього замку було зроблено напис латиною, від котрого збереглися лише два рядки: «Якщо військове мистецтво, природа і Бог глибоко мене поважають, не страшні гармати, а за сприятливого розташування зірок — століттями стоятиму».
Має також пряме відношення до народження всесвітньо відомого угорського вина «Токайське азу», оскільки саме її придворний піп Сепсі Лоцко Мате, котрий керував у її господарствах виноробнями, через якісь події забув вчасно зібрати урожай і виноград довелося збирати аж у листопаді. Грона до того часу заізюмилися і покрилися цвіллю.